# Tyler Blackburn
Tyler Jordan Blackburn (12 de octubre de 1986) es un actor, cantante y modelo estadounidense. Es conocido por interpretar a Caleb Rivers en la serie de ABC Family Pretty Little Liars y Ravenswood.

## Primeros años
Blackburn nació en Burbank, California. Tiene tres hermanos y una hermana. Es de ascendencia inglesa, galesa, sueca, checa y china.

## Carrera
Tyler comenzó su carrera en 2002 apareciendo en la serie Unfabulous de la cadena Nickelodeon. Al año siguiente, interpretó el papel de un maestro en el cortometraje The Doers of Coming Deeds.
En 2005, hizo un cameo en la película Next of Kin. En 2007, Tyler apareció en Cold Case y en la web serie Rockville CA. En 2010, apareció en Days of Our Lives, Gigantic, y también en la película Peach Plum Pear.
En 2011, fue elegido para interpretar a Caleb Rívers en la serie de televisión Pretty Little Liars y se unió al elenco de la comedia de NBC Un mundo feliz que adapta una obra de John Lichtfield.
En el mismo año fue elegido como Pete en la serie en línea Wendy. Entre 2013 y 2014 fue el protagonista de la serie Ravenswood, spin-off de Pretty Little Liars.

## Vida personal
El 19 de abril de 2019, Blackburn salió públicamente como bisexual en una entrevista con The Advocate.

## Filmografía
| Cine       | Cine                         | Cine                  | Cine                              |
| Año        | Título                       | Rol                   | Notas                             |
| ---------- | ---------------------------- | --------------------- | --------------------------------- |
| 2006       | The Doers of Coming Deeds    | Solly Katz            | Cortometraje                      |
| 2008       | Next of Kin                  | Estudiante francés    |                                   |
| 2010       | The Tudor Tutor              | Toby                  | Cortometraje                      |
| 2011       | Peach Plum Pear              | Jesse Pratt           |                                   |
| 2012       | Hiding                       | Jesse                 | Directo a video                   |
| 2013       | You & Me                     | William (joven)       | Cortometraje                      |
| 2016       | Love Is All You Need?        | Ryan Morris           |                                   |
| 2017       | Hello Again                  | Jack                  |                                   |
| TBA        | Asbury Park                  | Johnny                |                                   |
| Televisión |                              |                       |                                   |
| Año        | Título                       | Rol                   | Notas                             |
| 2005       | Unfabulous                   | Nathan                | 2 episodios                       |
| 2009       | Cold Case                    | Foster / Jeff Feldman | Episodio: «Witness Protection»    |
| 2010       | Days of Our Lives            | Ian                   | 17 episodios                      |
| 2010       | Gigantic                     | Echo                  | Episodio: «Bye Bye Baby»          |
| 2011       | Brave New World              | John Litchfield       | Piloto de televisión fallido      |
| 2013–14    | Ravenswood                   | Caleb Rivers          | Elenco principal (10 episodios)   |
| 2011–17    | Pretty Little Liars          | Caleb Rivers          | Elenco recurrente (124 episodios) |
| 2019       | Charmed                      | Viralis               | Episode: «Surrender»              |
| 2019       | Capsized: Blood in the Water | Brad Cavanagh         | Película para televisión          |
| 2019-22    | Roswell, New Mexico          | Alex Manes            | Elenco principal                  |
| Web        |                              |                       |                                   |
| Año        | Título                       | Rol                   | Notas                             |
| 2009       | Rockville CA                 | Spencer               | Episodio: «Shoegazed»             |
| 2011       | Wendy                        | Pete                  | Elenco principal (9 episodios)    |

## Premios y nominaciones
| Premios | Premios            | Premios                                              | Premios             | Premios   |
| Año     | Premio             | Categoría                                            | Trabajo             | Resultado |
| ------- | ------------------ | ---------------------------------------------------- | ------------------- | --------- |
| 2014    | Teen Choice Awards | Choice Summer TV Star – Male                         | Pretty Little Liars | Ganador   |
| 2015    | Teen Choice Awards | Choice Summer TV Star – Male                         | Pretty Little Liars | Ganador   |
| 2016    | Teen Choice Awards | Choice TV Actor: Drama                               | Pretty Little Liars | Nom       |
| 2016    | Teen Choice Awards | Choice TV: Chemistry (compartido con: Ashley Benson) | Pretty Little Liars | Ganador   |